# Buslijn 184 (Rotterdam)
Buslijn 184 was een buslijn in de regio Rotterdam, die werd geëxploiteerd door de RET. De lijn reed van het winkelcentrum en OV-knooppunt Zuidplein naar de wijk Vrouwenpolder in Barendrecht en was een zogenaamde "Gemaksbus", echter in combinatie met lijn 84 die grotendeels dezelfde route reed was de lijn een zogenaamde "Frequentbus" (6-4-2). 

## Geschiedenis

### Lijn 5, 8, 40 en 140
Bij de Twee Provinciën reed sinds 1946 tussen Rotterdam en Barendrecht een lijn 5. Oorspronkelijk werd gereden van het station Delftsche Poort naar Barendrecht en verder naar Dordrecht. Van 1947 tot en met 1951 bestond een korttrajectdienst tot Barendrecht gereden als lijn 8. In 1974 ging het bedrijf op in Westnederland en werd de lijn vernummerd in lijn 40 en reed vanaf Barendrecht terug naar Rotterdam via Smitshoek naar het Zuidplein. Hierdoor reed de lijn van Rotterdam Centraal naar het Zuidplein via Barendrecht en Smitshoek. In 1982 kreeg de lijn om doublures met de RET te voorkomen het lijnnummer 140 en werd ingekort tot het metrostation Kralingse Zoom. 

### Lijn 184
Na de fusie tussen verschillende streekvervoerders werd de lijn geëxploiteerd door Connexxion en kreeg lijnnummer 184. Er werd gereden van het Zuidplein naar het treinstation Barendrecht. Tussen eind 2008 en eind 2011 werd de lijn gereden door Qbuzz, waarna de exploitatie overging naar de RET. 
Oorspronkelijk reed buslijn 184 tot en met 13 december 2014 dezelfde route maar dan naar Station Barendrecht. De RET liet de lijn per 14 december 2014 opsplitsen in lijn 84 en lijn 184. Lijn 84 reed tussen de haltes Zuidplein en J.G. Oemvliet in Barendrecht dezelfde route, maar reed vanaf daar naar treinstation Barendrecht. Per 11 december 2016 is lijn 184 definitief opgeheven en is het stuk door de Vrouwenpolder overgenomen door lijn 183. 